# Миникаев, Хази
Хази Миникаев (5 марта 1918, Сосмак, Вятская губерния — 17 ноября 1992, Сосновка, Кировская область) — участник Великой Отечественной войны, полный кавалер Ордена Славы.

## Биография
Родился 5.03.1918 г. в деревне Сосмак (ныне — Вятскополянского района Кировской области) в семье крестьянина. Татарин. Член КПСС с 1944 г. Окончил 4 класса. Работал в колхозе. В Красной Армии с 1941 г.
В боях Великой Отечественной войны с 22 августа 1942 года.
Орудийный номер 275-го гвардейского истребительно-противотанкового артиллерийского полка (69-я армия, 1-й Белорусский фронт) гвардии младший сержант Х. Миникаев 26.08.1944 г. при отражении контратаки противника у населенных пунктов Кликова и Гура-Пулавска (западнее г. Пулавы, Польша) заменил выбывшего из строя наводчика, из орудия подбил танк и истребил свыше 10 вражеских солдат. 18.10.1944 г. награждён орденом Славы 3 степени.
Будучи наводчиком орудия, 14.01.1945 г. в районе Анелин-Паёнкув (Польша) точным огнём накрыл противотанковую пушку, НП и сразил до 15 солдат противника. 8.3.1945 г. награждён орденом Славы 2 степени.
Будучи командиром расчёта орудия того же полка (5-я ударная армия), с бойцами расчета в боях 20-22.3.1945 г. северо-западнее г. Кюстрин (ныне — в Польше) в числе первых переправился вместе с орудием через р. Одер, при отражении контратак противника вывел из строя 2 пулемёта, НП и до 20 солдат противника, подавил огонь миномётной батареи. 31.05.1945 г. награждён орденом Славы 1 степени.
Участвовал в освобождении Варшавы. Форсировал реки Буг, Вислу. Участвовал в боях на Кюстринском плацдарме. Штурмовал Берлин.
20 декабря 1946 года демобилизован в звании гвардии старшины. В 1946—1947 г.г. находился в Крыму.
В 1947 году вернулся на родину, в деревню Сосмак Кировской области. До 1950 года работал в колхозах д. Сосмак, д. Чекашево, д. Киняусь слесарем тракторной бригады. В 1950—1953 годы работал в тресте «Мурманрыбстрой» (Мурманск).
С 1953 года жил в городе Сосновка Кировской области, в 1953—1978 гг. работал мотористом, слесарем в цехе № 15 Сосновского судостроительного завода.
Скончался 17 ноября 1992 года. Похоронен на новом кладбище г. Сосновка.

## Награды
- орден Отечественной войны 1-й степени (11.3.1945)[2];
- орден Славы 1-й (31.5.1945)[3], 2-й (8.3.1945)[4] и 3-й (18.10.1944) степеней;
- медали, в том числе:
  - «За боевые заслуги» (19.2.1943)[3][4][К 1];
  - две — «За отвагу» (18.7.1944[3][4], 30.07.1944[2]);
  - «За освобождение Варшавы»,
  - «За взятие Берлина»,
  - «За победу над Германией»,
  - «В ознаменование 100-летия со дня рождения Владимира Ильича Ленина».

## Память
В честь Хази Миникаева названа улица в деревне Сосмак.

## Комментарии
1. ↑  В некоторых источниках[2] ошибочно указывается год награждения 1944.